# Слоневщина
Слоне́вщина (бел. Сланеўшчына) — деревня в составе Черноборского сельсовета Быховского района Могилёвской области Республики Беларусь.

## История
В 1913 году действовала церковно-приходская школа.

## Население
- 2010 год — 12 человек